# Węglowce
| Grupa → | 14 IVA |
| ↓ Okres |        |
| ------- | ------ |
| 2       | 6 C    |
| 3       | 14 Si  |
| 4       | 32 Ge  |
| 5       | 50 Sn  |
| 6       | 82 Pb  |
| 7       | 114 Fl |

Węglowce – pierwiastki 14 (daw. IVA lub IV głównej) grupy układu okresowego. Są to węgiel (C), krzem (Si), german (Ge), cyna (Sn), ołów (Pb) i flerow (Fl).

## Odkrycie

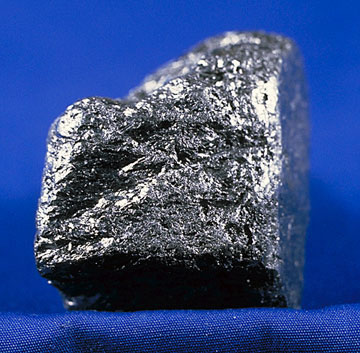
Węgiel – grafit

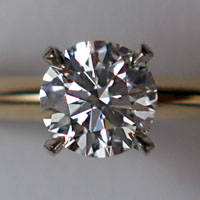
Węgiel – diament

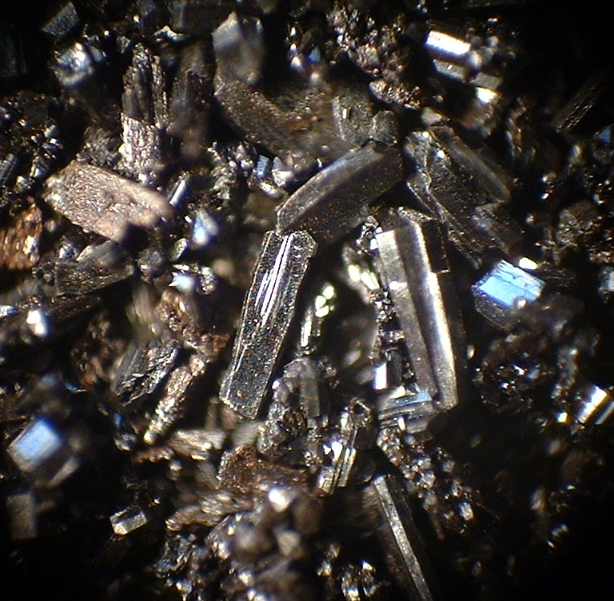
Węgiel – fulleren C 60

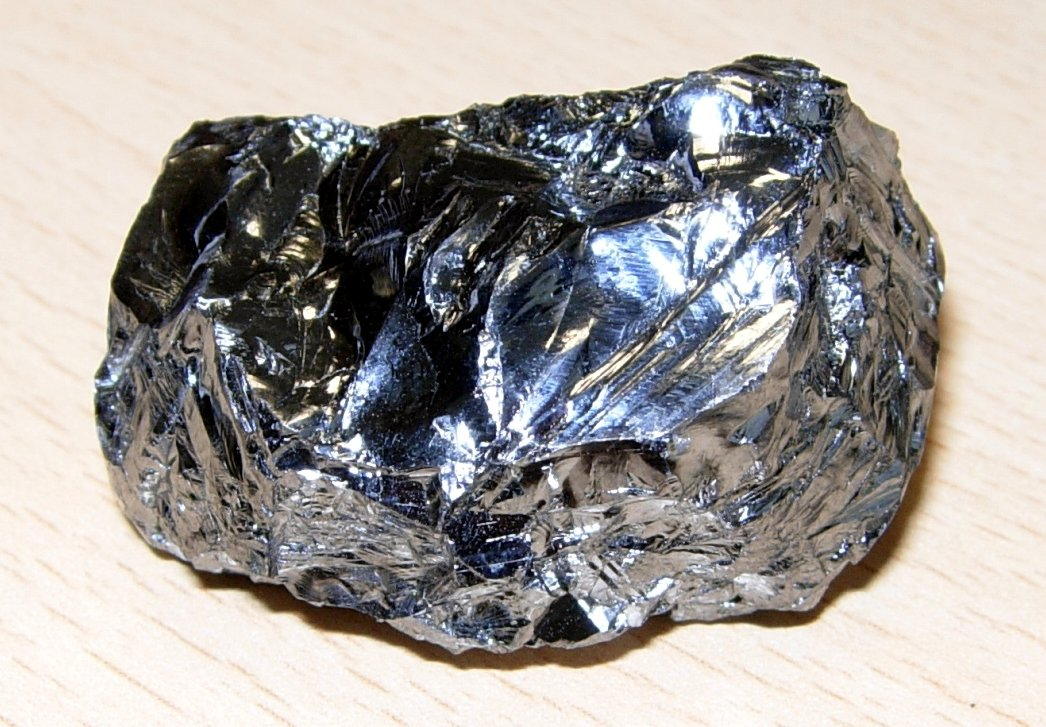
Krzem

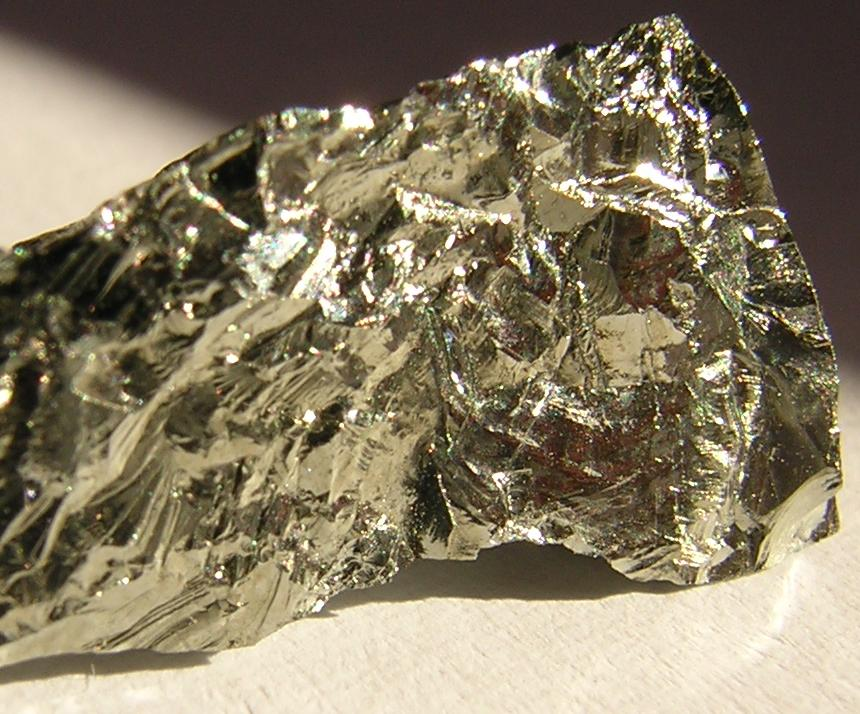
German

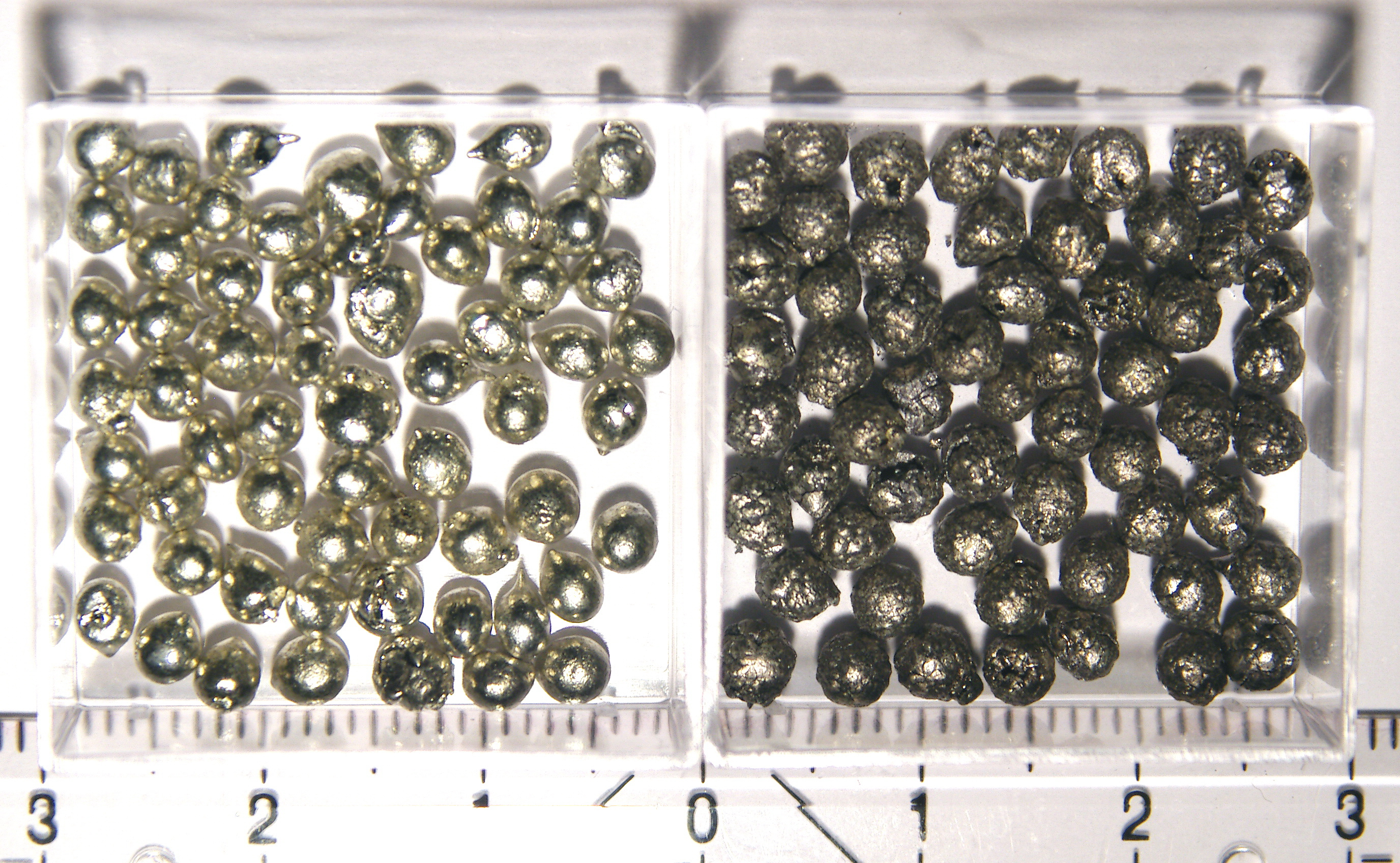
Cyna (β i α)

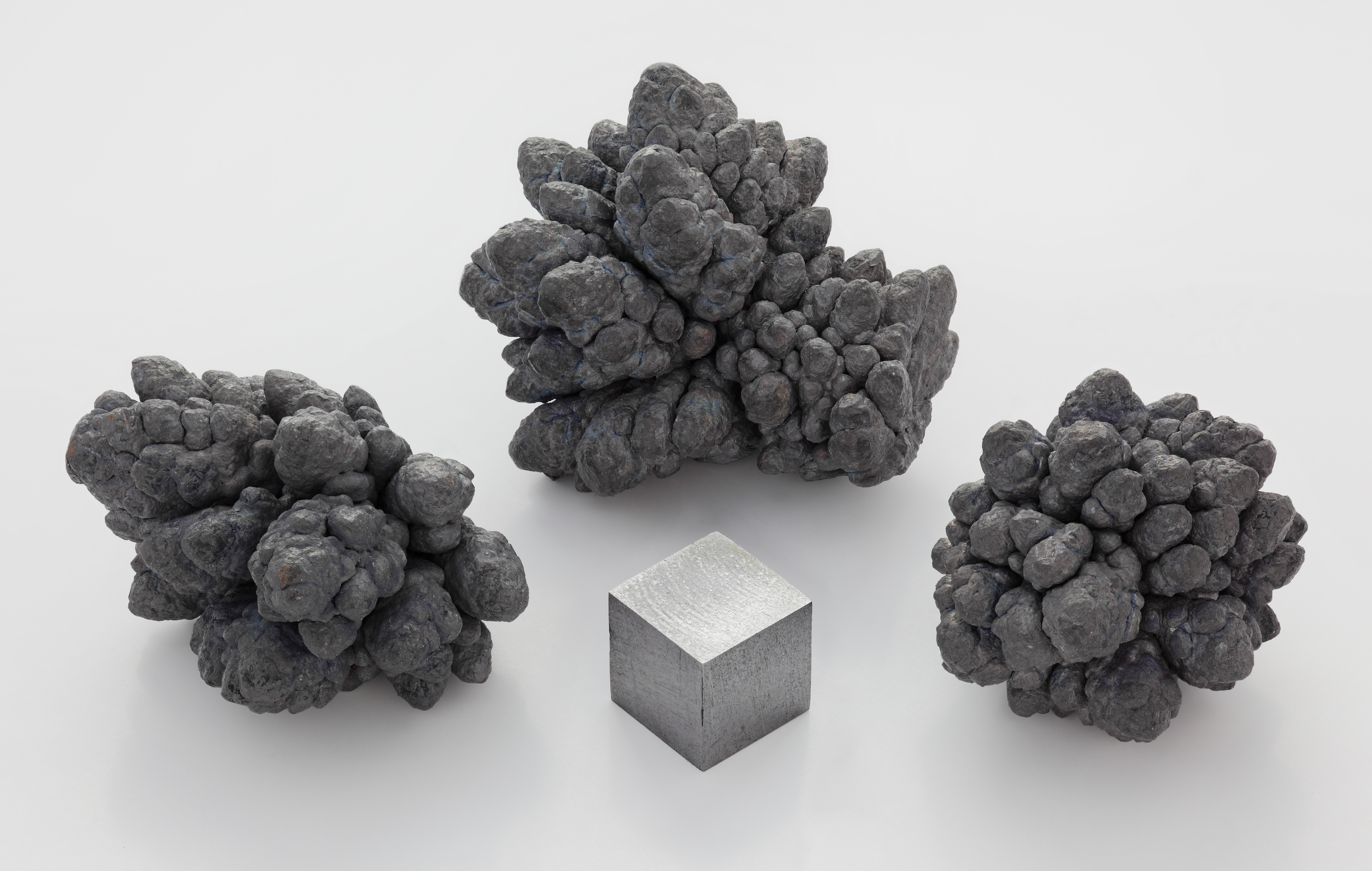
Ołów

Trzy z sześciu węglowców znano już w starożytności. Były to węgiel, cyna i ołów. Krzem i german zostały odkryte w epoce nowożytnej (krzem przez Antoine Lavoisiera, zaś german przez Clemensa Alexandera Winklera). Flerow został otrzymany sztucznie w 1999 roku przez naukowców z Instytutu Badań Jądrowych w Dubnej.

## Występowanie w przyrodzie
Węgiel wchodzi w skład licznych związków organicznych. Ponadto występuje w przyrodzie w postaci węgli kopalnych. Najważniejszym minerałem zawierającym węgiel jest węglan wapnia. Dużo rzadziej spotyka się go w postaci diamentów. W środowisku naturalnym wyjątkowo daje się odnaleźć w formie fulerenów (np. w strzałkach piorunowych).
Krzem zajmuje drugie miejsce pod względem zawartości na Ziemi (zaraz po tlenie). Nie występuje jednak w stanie wolnym, ale w postaci krzemionki, krzemianów i glinokrzemianów.
German występuje w przyrodzie w niewielkich ilościach, tylko w postaci związków, np. minerałów takich jak germanit (Cu2GeS3) i argyrodyt (Ag8GeS6). Niewielkie ilości germanu są zawarte w węglu kamiennym.
Głównym źródłem cyny są minerały: kasyteryt (SnO2), stannin (Cu2FeSnS4).
Ołów występuje w niewielkich ilościach w postaci rodzimej, jednak jego głównym źródłem jest galena (PbS).
Flerow jest syntetycznym pierwiastkiem promieniotwórczym i nie występuje na Ziemi.

## Właściwości
Ze wzrostem liczby atomowej w tej grupie maleje wpływ biernej pary elektronowej. Wynikiem tego jest malejąca trwałość pierwiastków na IV stopniu utlenienia i rosnąca na II. Wszystkie z nich oprócz ołowiu tworzą struktury diamentu, przy czym w przypadku węgla odmiana ta jest izolatorem, a dalsze pierwiastki są, z powodu malejącej szerokości pasma wzbronionego, półprzewodnikami i przewodnikami.
Węgiel jest ciałem stałym, nierozpuszczalnym w wodzie. Grafit jest czarnoszary, odpowiednio wypolerowany ma metaliczny połysk. Diament jest bezbarwny, bezwonny, nie ma smaku. Jest pierwiastkiem mało reaktywnym; w wysokiej temperaturze reaguje z fluorem, tlenem, siarką i metalami 1, 2 i 13 grupy. Rozżarzony koks reaguje z wodą, dając mieszaninę tlenku węgla i wodoru (tzw. gaz syntezowy): C + H2O → CO + H2.
Tworzy trzy odmiany alotropowe:
- Diament – bezbarwny, krystaliczny, ma dużą gęstość i twardość; podczas ogrzewania do temperatury powyżej 1500 °C przechodzi w grafit.
- Grafit – mała twardość, łupliwość; jest bardziej reaktywny niż diament.
- Fulereny – czarne ciała stałe o metalicznym połysku, odpowiednio domieszkowane mają własności nadprzewodzące i półprzewodnikowe.

W związkach chemicznych występuje na -IV, II i IV stopniu utlenienia.
Krzem to szare, błyszczące, kruche ciało stałe. Jest półprzewodnikiem. W związkach jest czterowartościowy. Występuje, podobnie jak węgiel, w strukturze diamentu.
German jest kruchym, srebrzystobiałym półmetalem o właściwościach półprzewodnikowych. Nie reaguje z wodą i kwasami (oprócz kwasu azotowego).
Cyna jest ciałem stałym. Występuje w trzech odmianach krystalicznych:
- Cyna α – ma strukturę diamentu, która ma właściwości półprzewodnikowe; występuje jako proszek barwy szarej; przemiana w cynę β zachodzi powoli w temperaturze 13,2 °C i wyższej;
- Cyna β – srebrzystobiała z niebieskawym odcieniem;
- Cyna γ.

W związkach chemicznych cyna występuje na -IV, II i IV stopniu utlenienia.
Ołów to szarosrebrzysty, miękki, kowalny metal. Na powietrzu pokrywa się warstwą tlenku. Jego sole są zazwyczaj słabo rozpuszczalne lub nierozpuszczalne w wodzie (z wyjątkiem azotanu ołowiu(II) i octanu ołowiu(II)).

### Właściwości węglowców w związkach z wodorem
Związki wodoru z:
- węglem to węglowodory;
- krzemem silany;
- germanem germanany;
- cyną stannany;
- ołowiem plumbany.

W szeregu od węgla do ołowiu maleje trwałość tych związków.
Węgiel tworzy najwięcej związków z wodorem (węglowodory) dzięki trwałym wiązaniom węgiel-węgiel (katenacja). Są one trwałe i jako jedyne z tej grupy nie hydrolizują w wodzie.
Pierwszy krzemowodór (SiH4) jest nietrwały w środowisku wodnym i na powietrzu.

## Najważniejsze związki chemiczne węglowców
Węgiel:
- Dwutlenek węgla (CO2)
- Tlenek węgla (CO)
- Kwas węglowy (H2CO3)
- Węglik wapnia (CaC2)
- Cyjanowodór (HCN)
- Związki organiczne

Krzem:
- Dwutlenek krzemu (SiO2)
- Kwas krzemowy (H2SiO3)
- Kwas ortokrzemowy (H4SiO4)
- Krzemiany
- Krzemowodory
- Krzemki
- Węglik krzemu (karborund) (SiC)

German:
- Germanowodory
- Siarczek germanu(II) (GeS)
- Siarczek germanu(IV) (GeS4)
- Tlenek germanu(II) (GeO)
- Tlenek germanu(IV) (GeO2)

Cyna:
- Tlenek cyny(II) (SnO)
- Tlenek cyny(IV) (SnO2)
- Kwas cynowy ((SnO2)x•(H2O)y)
- Wodorotlenek cyny(II) (Sn(OH)2)
- Cynowodór (SnH4)
- Siarczek cyny(II) (SnS)
- Siarczek cyny(IV) (SnS2)
- Chlorek cyny(II) (SnCl2)
- Chlorek cyny(IV) (SnCl4)

Ołów:
- Węglan ołowiu(II) (PbCO3)
- Chlorek ołowiu(II) (PbCl2)
- Chlorek ołowiu(IV) (PbCl4)
- Chromian ołowiu(II) (PbCrO4)
- Azydek ołowiu(II) (Pb(N3)2)
- Azotan ołowiu(II) (Pb(NO3)2)
- Tlenek ołowiu(II) (PbO)
- Tlenek ołowiu(IV) (PbO2)
- Tlenek diołowiu(II), ołowiu(IV) (Pb3O4)
- Wodorotlenek ołowiu(II) (Pb(OH)2)
- Siarczek ołowiu(II) (PbS)
- Siarczan ołowiu(II) (PbSO4)

## Otrzymywanie
Węgiel do celów laboratoryjnych otrzymuje się przez prażenie sacharozy bez dostępu tlenu z powietrza. Na skalę przemysłową otrzymuje się go z węgli kopalnych, przez rozkład termiczny drewna oraz jako diament.
Krzem można otrzymać w laboratorium przez redukcję krzemionki magnezem: SiO2 + 2 Mg → 2 MgO + Si. Na skalę przemysłową redukuje się krzemionkę węglem (SiO2 + C → CO2 + Si) lub węglikiem wapnia.
Pozostałe trwałe węglowce są otrzymywane przez redukcję ich tlenków. Ołów można otrzymać elektrolitycznie z jego siarczku. Flerow można uzyskać wyłącznie w reakcjach jądrowych.

## Zastosowanie
Węgiel jest podstawowym składnikiem związków organicznych. Diament służy do wyrobu biżuterii. Ze względu na jego twardość używa się go także do wyrobu narzędzi do obróbki stali i szkła. Grafit jest używany do wyrobu elektrod, grafitów do ołówków i tygli laboratoryjnych. Węgle kopalne są wykorzystywane jako surowce energetyczne. Izotop węgla 14C jest stosowany jako wskaźnik izotopowy, zaś 1/12 masy izotopu 12C stanowi wzorzec jednostki masy atomowej.
Krzem o dużym stopniu czystości jest stosowany do wyrobu półprzewodników. Jest też stosowany do odtleniania specjalnych gatunków stali i jako składnik wielu stopów. Krzem i jego związki są surowcami w przemyśle szklarskim, ceramicznymi materiałów budowlanych.
German stosuje się do produkcji półprzewodników, luminoforów, filtrów optycznych i stopów specjalnych.
Cyna jest używana do pokrywania metali mniej odpornych na korozję. Jest też składnikiem stopów. W średniowieczu wykonywano wiele przedmiotów z cyny, ze względu na jej dostępność i niską cenę.
Ołów służy do wyrobu rur kanalizacyjnych i ekranów chroniących przed promieniowaniem. Wykłada się nim także komory do produkcji kwasu siarkowego, celulozy i wapna bielącego. Ołowiu używa się też do wyrobu płyt akumulatorowych, szkła ołowiowego i do otrzymywania innych związków ołowiu.